# 王则 (北朝)
王則（502年—549年），字元軌，自称是太原郡晋阳县（今山西省太原市）人，北魏、东魏官员。

## 生平
王则年少时勇猛刚毅，有武艺，起初随着叔叔北魏广平内史王老生征讨，经常有战功。王老生知名于朝廷，王则发挥了不少作用。王则以军功出任给事中，获赐爵白水子。永安二年（529年），王则跟随元天穆讨伐邢杲，因为轻骑深入，被邢杲俘虏。元颢攻入洛阳时，王则和王老生都向元颢投降，元颢怀疑王老生，把他杀了。王则逃奔广州刺史郑先护，和郑先护共同抵抗元颢。元颢失敗后，王则升任征虏将军，外任东徐州防城都督。
尔朱荣死后，东徐州刺史斛斯椿作为尔朱荣的党羽，内心一直惴惴不安。这时南梁册立北魏汝南王元悦为魏主，赐给元悦兵马，送到边境上。斛斯椿就翻城向元悦投降，王则和兰陵郡太守李义袭击元悦的别部，打败了他们。北魏因此任命王则代理北徐州刺史。王则后来归属尔朱仲远，尔朱仲远失败后，王则归附高欢，加征南将军、金紫光禄大夫。王则又附属荆州刺史贺拔胜，后来又随着行台侯景南征北战，屡立战功。
天平初年，王则代理荆州刺史、都督三荆二襄南雍六州军事、荆州刺史。王则有武威，边境上的人畏惧服气他。渭曲之战，王則被西魏軍包围，于是棄城逃亡南梁。南梁将他放回東魏，高欢虽然生气，但没有责罚王則。538年，任洛州刺史。王則贪婪、俗鄙、骄奢，毁洛阳的佛像铸钱，时称“河阳钱”。武定年間，再随侯景討西魏。547年，侯景从潁川作乱，高澄召王則出任徐州刺史，封太原县伯。南梁貞陽侯蕭淵明率大軍攻打徐州，水攻州城，王則堅守城池。后来因为贪污不法行為，被鎖拿到晋陽，高澄以其有守城功，竟免其罪。武定七年（549年）春，王則去世，虚岁四十八，朝廷赠予青齐二州軍事、司空、青州刺史，諡号烈懿。

## 家庭

### 曾祖
- 王次多，后秦并秦二州刺史、北平公[1]

### 祖父
- 王惠，北魏文成帝时内行内小、槃阳镇将、北平公[1]

### 兄弟
- 王敬宝，北齐东广州刺史